# Manoir du Plessis (Saussey)
Le manoir du Plessis est une demeure, du XVIIe siècle, qui se dresse sur la commune française de Saussey dans le département de la Manche, en région Normandie.

## Localisation
Le manoir est situé au hameau du Plessis, à 700 m à l'est de l'église Saint-Martin de Saussey, dans le département français de la Manche.

## Historique
Le manoir actuel édifié au XVIIe siècle remplace un premier bâtiment du XVe siècle tombé en ruines.
En 1647, il est la possession de Louis Duhamel Ripault, fils de Jean, écuyer, gentilhomme ordinaire de la chambre du roi et époux de Marie-Anne Berrier. Le manoir est alors régulièrement entretenu comme l'atteste plusieurs devis de réparations daté de 1641 et 1646. Ses descendants, des familles Duhamet et La Haye de Sénoville, le conserveront jusqu'à la Révolution et sa confiscation.
En 1863, le domaine avec la chapelle est la possession de madame Ferrand de la Conté, et, en 1926, il est entre les mains de M. Marcel Delarue.
Le manoir est racheté entre les deux guerres par un notaire parisien qui revendra ses biens dans les années 1960. Le manoir avait été occupé par les Allemands lors de la Seconde Guerre mondiale.
En 1979, la propriété est acquise par Mme Bollak afin d'y installer un haras et une école d'équitation. En 2005, le domaine qui vient d'être acquis par Mme Yolande Fauré, qui tient une galerie à Paris, et l'objet d'importants travaux de restauration en vue d'en faire un musée ; projet qui n'aboutira pas. Celle-ci le lègue à sa mort en 2021 à la Croix-Rouge qui en devient pleinement propriétaire en 2022, et sera revendu en 2023 à une SCI afin d'en faire un centre de formation.

## Description
On trouve une description du domaine du Plessis dans un contrat de vente en date du 29 octobre 1671 : « une maison manable, le manoir, couvert d'ardoise ; un corps de logis à usage de pressoir, grange, cellier, grenier et étables, couvert de paille ; un colombier (en mauvais état) ; une autre maison en plusieurs […] ; écuries, étables ; avec la cour en l'entrée de laquelle et en l'endroit de la grande porte il y a deux pavillons ; et à côté une mare à poissons ; la chasse ou avenue du manoir allant se rendre au grand chemin de Coutances à Gavray ; un moulin à blé, situé au bas de la prairie, qui est le moulin seigneurial ; un fourneau à chaux ; moyennant la somme de 30 000 livres de principal et 100 livres de vin ».

### Le manoir
Aujourd'hui, on accède au manoir par une longue allée plantée d'ormes depuis la RD 7. Celui-ci se présente sous la forme d'un grand corps de bâtiment haut d'un étage surmonté de combles percées de lucarnes, flanqué de deux pavillons en avancée large de deux fenêtres : celles du rez-de-chaussée sont à double baies carrées, celles de l'étage, étroites et hautes.
On entre à l'intérieur par une porte en légère saillie percée dans la partie centrale de la façade sud, large de cinq travées. La porte d'entrée, accosté de deux pilastres plats avec des chapiteaux ioniques, est surmontée d'un linteau droit, avec au-dessus, à l'étage, une porte fenêtre avec un balcon en fer forgé,.
La partie centrale de l'édifice, encadrée de deux souches de cheminées, couverte d'une toiture individuelle à la Mansard à quatre pans comme les pavillons latéraux, et percée d'une lucarne à oculus, est surélevée par rapport au toits à deux pans contiguës. Côté nord, elle est aveugle à l'exception d'un petit jour oblong. Le terrain de ce coté, clos de murs, s'étage sur trois niveaux.

### La chapelle
Dédiée à saint Ortaire, la chapelle située à droite de l'entrée, date du XVIIIe siècle. De petite dimension (7 × 4 m), elle occupe l'étage d'un bâtiment qui a été amputé, à l'est, d'une charterie. Couverte aujourd'hui en ardoises, elle est surmontée à l'ouest d'une croix et à l'est d'un petit campanile avec cloche. On y accède par un escalier extérieur en pierre. Sa porte d'entrée est surmontée d'une petite niche. La nef au fond semi-circulaire, a ses murs percés de deux grandes baies cintrés. Ses portes et fenêtres sont en gros blocs appareillés. L'édifice abrite un Chemin de croix, érigé le 24 juin 1926 par le curé Eugène Jardin qui bénit également des tableaux et des croix.
Au cours de la Révolution, Louis Langoisseur (1740-1824), curé du Saussey, et ses vicaires, MM. Thomasse et Leguédois y dirent la messe.

### Le colombier
De taille imposante, situé à gauche de l'entrée, face à la chapelle, il est coiffé d'un toit conique percé de trois lucarnes et témoigne du passé que le Plessis était un fief noble,.

### Les communs
Situés au nord, face à la maison manable et de même longueur que celle-ci, le bâtiment est percé d'une porte en plein cintre encadrée de grosses pierres de tailles. Sa partie est devait abriter le pressoir.

### Le plan d'eau
Celui-ci situé à l'est était autrefois encadré de bâtiments aujourd'hui disparus.